# Міллерсбург (Орегон)
Міллерсбург (англ. Millersburg) — місто (англ. city) в США, в окрузі Линн штату Орегон. Населення — 2919 осіб (2020).

## Географія
Міллерсбург розташований за координатами 44°40′43″ пн. ш. 123°4′22″ зх. д. / 44.67861° пн. ш. 123.07278° зх. д. (44.678707, -123.072711).  За даними Бюро перепису населення США в 2010 році місто мало площу 12,06 км², з яких 11,48 км² — суходіл та 0,58 км² — водойми.

## Демографія
Згідно з переписом 2010 року, у місті мешкало 1329 осіб у 504 домогосподарствах у складі 387 родин. Густота населення становила 110 осіб/км².  Було 538 помешкань (45/км²).
Расовий склад населення:
| - 91,9 % — білих - 1,4 % — азіатів - 1,1 % — корінних американців - 0,1 % — чорних або афроамериканців - 3,0 % — осіб інших рас |

До двох чи більше рас належало 2,6 %. Частка іспаномовних становила 6,6 % від усіх жителів.
За віковим діапазоном населення розподілялося таким чином: 23,6 % — особи молодші 18 років, 62,3 % — особи у віці 18—64 років, 14,1 % — особи у віці 65 років та старші. Медіана віку мешканця становила 41,2 року. На 100 осіб жіночої статі у місті припадало 102,3 чоловіків;  на 100 жінок у віці від 18 років та старших — 101,2 чоловіків також старших 18 років.
Середній дохід на одне домашнє господарство  становив 78 969 доларів США (медіана — 72 778), а середній дохід на одну сім'ю — 82 318 доларів (медіана — 79 464). Медіана доходів становила 58 188 доларів для чоловіків та 33 750 доларів для жінок. За межею бідності перебувало 17,5 % осіб, у тому числі 34,0 % дітей у віці до 18 років та 3,7 % осіб у віці 65 років та старших.
Цивільне працевлаштоване населення становило 789 осіб. Основні галузі зайнятості: освіта, охорона здоров'я та соціальна допомога — 25,9 %, роздрібна торгівля — 12,2 %, виробництво — 11,8 %.